# نوا مایرهنریش
نوا مایرهنریش (آلمانی: Nova Meierhenrich؛ زادهٔ ۲۵ دسامبر ۱۹۷۳) بازیگر و مجری تلویزیون اهل آلمان است.
از فیلم‌ها یا مجموعه‌های تلویزیونی که وی در آن‌ها نقش داشته‌است، می‌توان به عشق ممنوعه اشاره نمود.